# Réserve forestière d’Onsernone
 (août 2025).
La Réserve forestière d’Onsernone est une aire protégée de grande taille située dans la haute vallée d’Onsernone, dans le canton du Tessin, en Suisse. Créée le 15 juillet 2002 par une convention entre la commune et le canton, elle couvre environ 789 hectares.
On y trouve des hêtraies à basse altitude, une forêt mixte de feuillus, un important noyau d’épicéas (Picea abies) et, au-dessus de 1 500 m, des peuplements de mélèzes. L’altitude varie de 640 à 1 760 m.

## Histoire
Exploité dès l’époque celtique et walser, le site a subi une forte déforestation au XIXe siècle. Le transport du bois par flottage a cessé en 1876. Un dernier abattage modeste a eu lieu en 1988. Depuis 2002, une évolution naturelle est garantie à long terme, soutenue par la commune, le canton et Pro Natura.

## Écologie
La forêt est laissée en libre évolution : bois mort, vieux arbres et cycle écologique complet favorisent une biodiversité remarquable. Environ 70 espèces d’oiseaux y sont présentes, ainsi que des mammifères comme le renard, la martre, le chevreuil, le chamois et le cerf. On y trouve aussi de grands nids de fourmis rousses.

## Tourisme et accès
De mai à octobre, près de 10 km de sentiers de randonnée sont ouverts. Une exposition permanente se trouve dans l’ancienne poste de Comologno. Des visites guidées peuvent être organisées. L’accès est déconseillé en cas de forte pluie.